# Saint-Denis-le-Thiboult
Saint-Denis-le-Thiboult – miejscowość i gmina we Francji, w regionie Normandia, w departamencie Sekwana Nadmorska.
Według danych na rok 1990 gminę zamieszkiwało 471 osób, a gęstość zaludnienia wynosiła 46 osób/km² (wśród 1421 gmin Górnej Normandii Saint-Denis-le-Thiboult plasuje się na 473. miejscu pod względem liczby ludności, natomiast pod względem powierzchni na miejscu 335.).